# Biologia quantistica
La biologia quantistica riguarda l'applicazione di principi di meccanica quantistica e chimica teorica alla biologia.
Molti processi biologici riguardano la conversione di energia per l'utilizzo in trasformazioni chimiche e sono quindi, in essenza, di natura quantistica. Questi processi concernono reazioni chimiche, assorbimento della luce, formazione di stati elettronici eccitati, trasferimento dell'energia di eccitazione, trasferimento di protoni ed elettroni (ioni idrogeno) in molti processi chimici, come per esempio la fotosintesi, i fenomeni olfattivi, la magnetoricezione e la respirazione cellulare. 
La biologia quantistica utilizza modelli computerizzati per analizzare e rivelare la natura di processi biologici che sono fondamentali per gli organismi viventi. Questa scienza si occupa dell'influenza dei fenomeni quantici non banali, che può essere spiegata riducendo il processo biologico alla fisica fondamentale, sebbene questi effetti sono difficili da studiare e possono essere di natura speculativa. Anche se gli effetti quantistici sono difficilmente osservabili a livello macroscopico con i suoi tempi lunghi e le grandi distanze, i processi necessari per la funzione complessiva e quindi la sopravvivenza dell'organismo sembrano basarsi su effetti dinamici di meccanica quantistica, quindi a livello molecolare (vedi mutazione del DNA, fotosintesi, magnetoricezione).

## Storia
Per tutto l'arco del ventesimo secolo, diversi scienziati hanno ragionato teoricamente sulle applicazioni della teoria dei quanti alle problematiche biologiche.
Tra i pionieri di questa disciplina, sono da ricordare Erwin Schrödinger ed il suo libro del 1944, Che cos'è la vita?, in cui l'autore introduce la nozione di "cristallo aperiodico", struttura contenente informazione genetica nei legami covalenti, e viene applicato il concetto quantistico di "salto quantico" alla biologia, per spiegare l'origine delle mutazioni. Altri importanti contributi alle teorie di Biologia quantistica provengono da Niels Bohr, Pascual Jordan e Max Delbrück; Per-Olov Löwdin ha proposto l'idea dell'effetto tunnel della Meccanica quantistica come meccanismo esplicativo delle mutazioni nel DNA, facendo riferimento al termine “Biologia quantistica”, come nuovo campo di studio.

## Applicazioni

### Fotosintesi

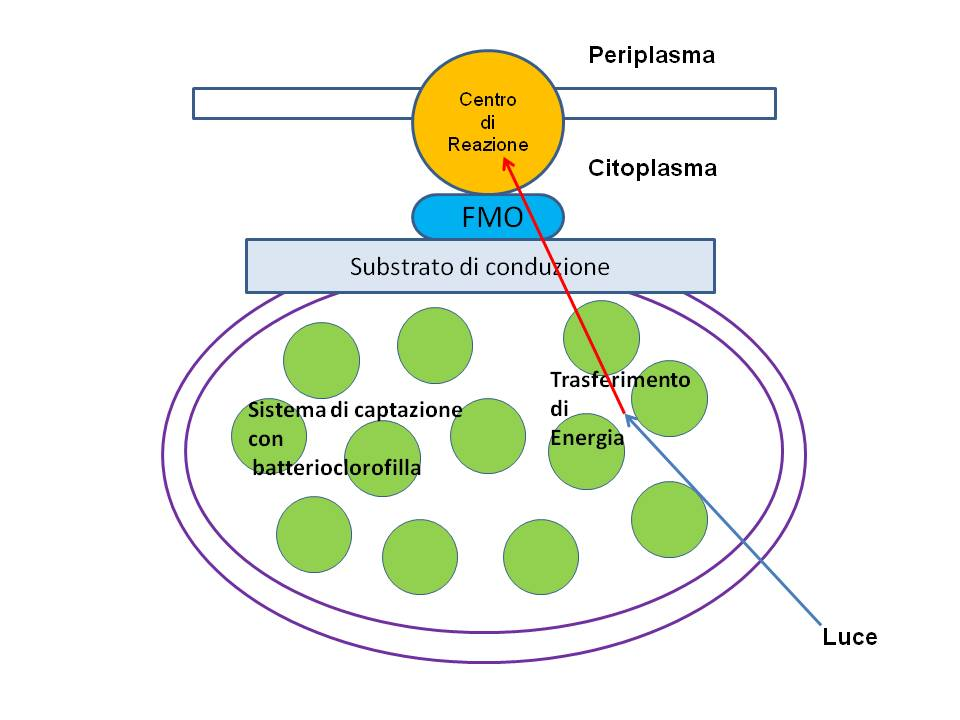
Schema del complesso FMO. La luce eccita gli elettroni del sistema di captazione; diverse proteine trasferiscono poi l'eccitazione nel complesso FMO e quindi nel centro di reazione per continuare la fotosintesi.

La fotosintesi è un antichissimo processo biochimico, che sfrutta la luce del sole come fonte energetica per la sintesi di molecole organiche necessarie alla sopravvivenza di numerosi gruppi di organismi. Questo processo è poco efficiente, intorno ad alcuni percentuali, mentre il processo di trasferimento elettronico, che costituisce la prima tappa della fotosintesi, ha un'efficienza massima. La ricezione dei fotoni (un quanto di luce) è possibile grazie a diverse classi di molecole biologiche, i pigmenti, contenuti in speciali strutture cellulari e circondate da complessi di proteine.
 Diversi studi hanno focalizzato l'attenzione sui differenti fotosistemi, ed in particolare sul complesso Fenna-Matthews-Olson (FMO), studiato in batteri fototrofici della famiglia Chlorobiacee. Per esempio, un lavoro del 2007 ha trovato evidenze dirette di  coerenza quantistica nel fotosistema FMO, che giocano un ruolo importante nel trasferimento elettronico.
  Hayes et al, nel 2010, hanno rinvenuto prove di coerenza quantistica, verosimilmente responsabile dell’alta efficienza delle reazioni di trasferimento elettronico, in diversi pigmenti coinvolti nella fase luminosa della fotosintesi.
 Un recente studio effettuato all'università di Groningen, dimostra che uno degli aspetti più peculiari della meccanica quantistica, il principio di sovrapposizione, è parte integrante del processo fotosintetico. Secondo gli autori, nel complesso FMO un quanto di luce (fotone) può eccitare contemporaneamente due molecole del fotosistema, come risultato della combinazione di stati quantistici di elettroni diversi, secondo il principio di sovrapposizione; questo fenomeno si può spiegare solo sommando le due probabilità di eccitazione dei due differenti elettroni.

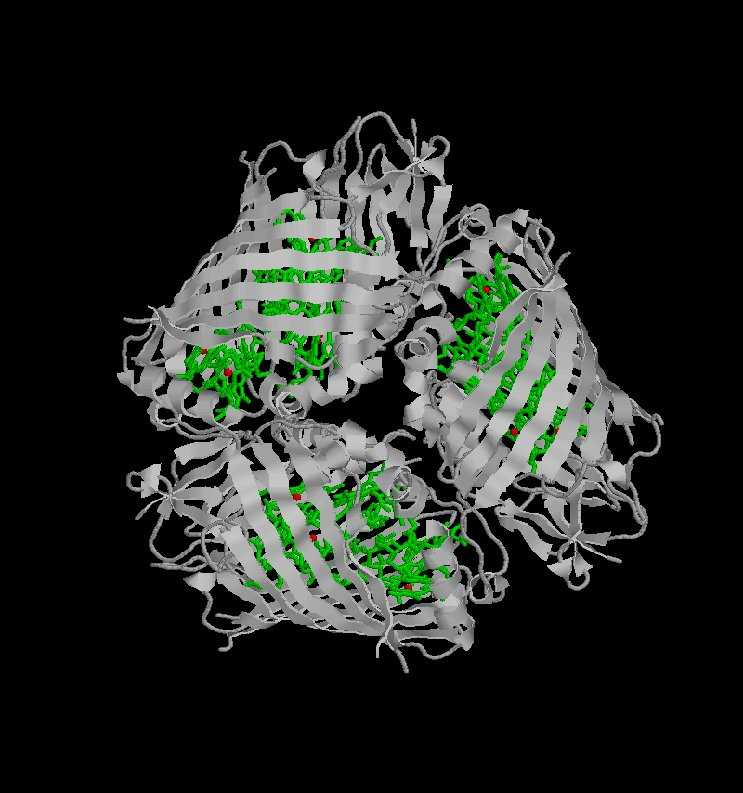
Il trimero proteico FMO. Le molecole di batterioclorofilla (BChl) a sono in verde, l'atomo centrale di Mg in rosso e la proteina in grigio. Ogni monomero contiene BChl.

"Si tratta di un'osservazione importante per chiunque sia interessato al mondo della meccanica quantistica", ha concluso Jansen. "In particolare, i risultati possono giocare un ruolo importante nello sviluppo di nuovi dispositivi tecnologici per lo stoccaggio dell’energia solare o per lo sviluppo di computer quantistici”
, spiega Thomas la Cour Jansen, uno degli autori.

La revisione critica dei lavori mette in discussione se gli effetti rilevati dagli studi di Biologia quantistica non siano da attribuire a manifestazioni di dinamiche nucleari all’interno dei pigmenti, piuttosto che a manifestazioni dovute all’effetto della coerenza quantistica di lunga durata. Per spiegare l’origine della presunta coerenza quantistica di lunga durata, la comunità scientifica ha elaborato diverse proposte. Per esempio, uno studio del 2008, ha sottolineato l’effetto sinergico di temperatura e coerenza quantistica, nel determinare incremento dell’efficienza tra il 70% e il 99% del trasferimento dell’energia nelle reazioni fotosintetiche.

Un'altra proposta si basa sull'interazione fra effetto tunnel e coerenza quantistica, per creare un dissipatore di energia che muove velocemente l’elettrone verso il centro di reazione.

Un altro lavoro ha suggerito che le simmetrie presenti nella disposizione geometrica del complesso possono favorire un efficiente trasferimento di energia al centro di reazione, in un modo simile al perfetto trasferimento di stato nelle reti quantistiche.
Secondo accurati esperimenti di controllo, l'interpretazione secondo cui gli effetti quantici durano più di cento femtosecondi è oggetto di discussione.

### Mutazioni nel DNA

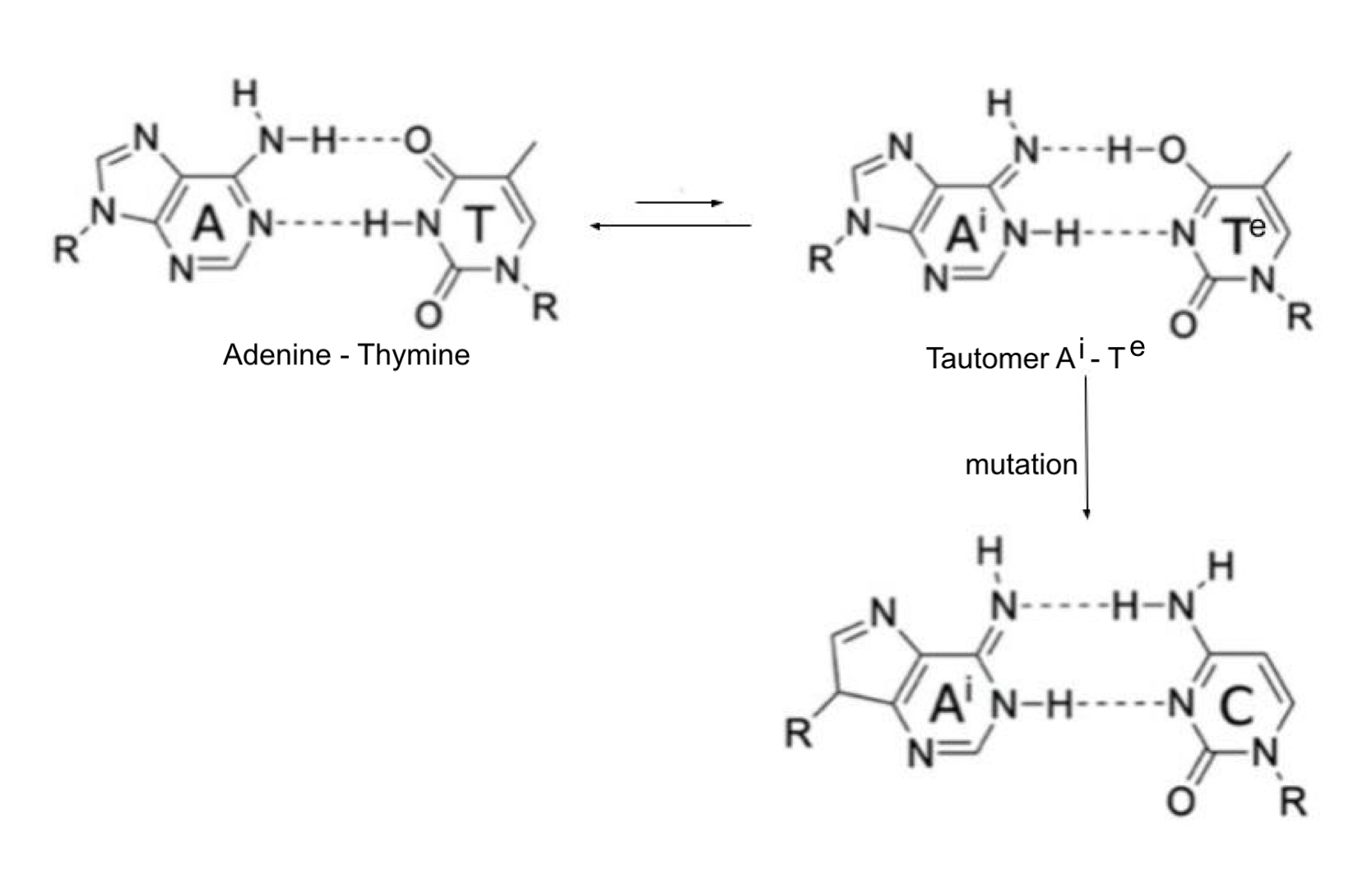
Il paio di basi canonico adenina - timina formano tautomeri che, dopo la replicazione possono portare all'inserimento di citosina al posto di timina. Con la sostituzione di timina con citosina di fronte a adenina si istaura una mutazione puntiforme.

Le mutazioni del DNA possono avvenire in seguito a vari agenti esterni quali i raggi UV, le radiazioni ionizzanti o i radicali reattivi. Invece le mutazioni spontanee del DNA, che erano già state previste da Watson e Crick nella loro famosa pubblicazione del 1953, sono considerate dipendenti dalla struttura intrinseca delle basi nucleotidiche che possono avere due forme tautomeriche interscambiabili. Se la base si trova nella forma tautomerica energeticamente sfavorevole al momento della replicazione, si possono verificare mutazioni. Per-Olov Löwdin suggerì già nel 1963 che la meccanica quantistica potrebbe stare alla base delle mutazioni spontanee del DNA. Egli proponeva che il trasferimento di protoni tra le basi nucleotidiche appaiate nella doppia elica del DNA fosse seguito dalla tautomerizzazione degli stessi nucleotidi. Il trasferimento dei protoni tra i nucleotidi appaiati lungo i legami idrogeni per trasformarli in tautomeri energeticamente meno sfavorevoli sarebbe facilitato dal tunneling protonico. Il meccanismo quantistico di tunneling protonico permette al nucleo di idrogeno di passare barriere energetiche che con i meccanismi di fisica classica non sarebbe possibile superare. Dove la guanina normalmente si appaia con citosina ora fa coppia con il tautomero di citosina mentre l’adenina che si appaia con timina ora fa coppia con il tautomero di timina. Questo non significa che ci siano alterazioni della geometria dei nucleotidi e distorsioni dell’elica. Se però i due filamenti sono separati mentre le basi del DNA sono nelle loro forme tautomeriche, potrebbero dar luogo a mutazioni quando servono come stampo nel successivo ciclo di replicazione. In quel caso, anche se le forme tautomeriche sono di breve durata, guanina si può appaiare con timina e adenina con citosina che significa la formazione di una sostituzione di una base ossia di una mutazione puntiforme. Il ruolo di proton tunneling nelle mutazioni del DNA è però considerato da alcuni autori di nessuna o di poca importanza per le mutazioni puntiformi e viene quindi messo in dubbio.

### Magnetoricezione
Gli uccelli migratori usano il campo geomagnetico per navigare. Esistono due ipotesi sui meccanismi che permettono agli uccelli di orientarsi. Uno riguarda la presenza in alcune cellule del becco di magnetite e l'altro fa uso di coppia di radicali. Quest'ultimo è un meccanismo che si basa sulla meccanica quantistica. Nell'occhio degli uccelli, a livello delle cellule fotorecettrici, si trova una classe di flavoproteine, i criptocromi. Quando queste proteine vengono colpite da un fotone di luce, il Flavina adenina dinucleotide (FAD) al loro interno produce, insieme ai residui di Triptofano (Trp), una coppia di radicali liberi. Il fotone ha spostato un elettrone che si allontana dal nucleo dell'atomo ma che rimane entangled con l'elettrone che è rimasto sul FAD. Inizialmente gli elettroni entangled sono un singoletto: gli elettroni hanno uno spin esattamente opposto. Sotto l'influenza del campo magnetico, il singoletto è cambiato subito con il tripletto in cui il paio di elettroni ha uno spin parallelo. Questi due stati vengono alternati un milione di volte al secondo. A secondo l'inclinazione del campo magnetico, dopo al massimo un microsecondo, verranno o riformato il FAD oppure gli elettroni si allontanano e verranno formato altri prodotti, in questo caso il FADH ridotto. Il rapporto tra questi prodotti di reazione è determinato dall'inclinazione del campo geomagnetico. La magnetoricezione permette quindi di sentire o vedere l'inclinazione del campo geomagnetico che da informazioni sulla latitudine e la longitudine della posizione dell'uccello.